# Marcel Chevalier
Marcel Chevalier (ur. 28 lutego 1921 w Montrouge, zm. 8 października 2008) – wieloletni pomocnik głównego kata Francji i swego krewnego André Obrechta. Asystował przy blisko 40 egzekucjach. Kiedy chory i stary Obrecht zrezygnował z urzędu w roku 1976, jego obowiązki przejął Chevalier, jako ostatni (do 1981 r.) mistrz gilotyny w historii Francji. 
Nadzorował dwie egzekucje: Jerome Carreina 24 stycznia 1977 i Hamida Djandoubiego 10 września tegoż roku w Marysylii. Była to ostatnia egzekucja w historii Francji. 
Chevalier był z zawodu pomocnikiem drukarza, a praca kata była dla niego dodatkowym zajęciem. Ożenił się z Marcelle Obrecht, bratanicą swego poprzednika na stanowisku kata Francji. Mają dwoje dzieci.